# Ябу
Ябу (яп. 養父市 Ябу-си) — город в Японии, находящийся в префектуре Хиого. Площадь города составляет 422,78 км², население — 24 606 человек (1 августа 2014), плотность населения — 58,20 чел./км².

## Географическое положение
Город расположен на острове Хонсю в префектуре Хиого региона Кинки. С ним граничат города Тоёока, Асаго, Сисо и посёлки Ками, Вакаса.

## Население
Население города составляет 24 606 человек (1 августа 2014), а плотность — 58,20 чел./км². Изменение численности населения с 1980 по 2005 годы:
| 1980 | 33 979 чел. |  |
| 1985 | 33 595 чел. |  |
| 1990 | 32 092 чел. |  |
| 1995 | 31 290 чел. |  |
| 2000 | 30 110 чел. |  |
| 2005 | 28 306 чел. |  |

## Символика
Деревом города считается Fagus crenata, цветком — Lysichiton camtschatcense.

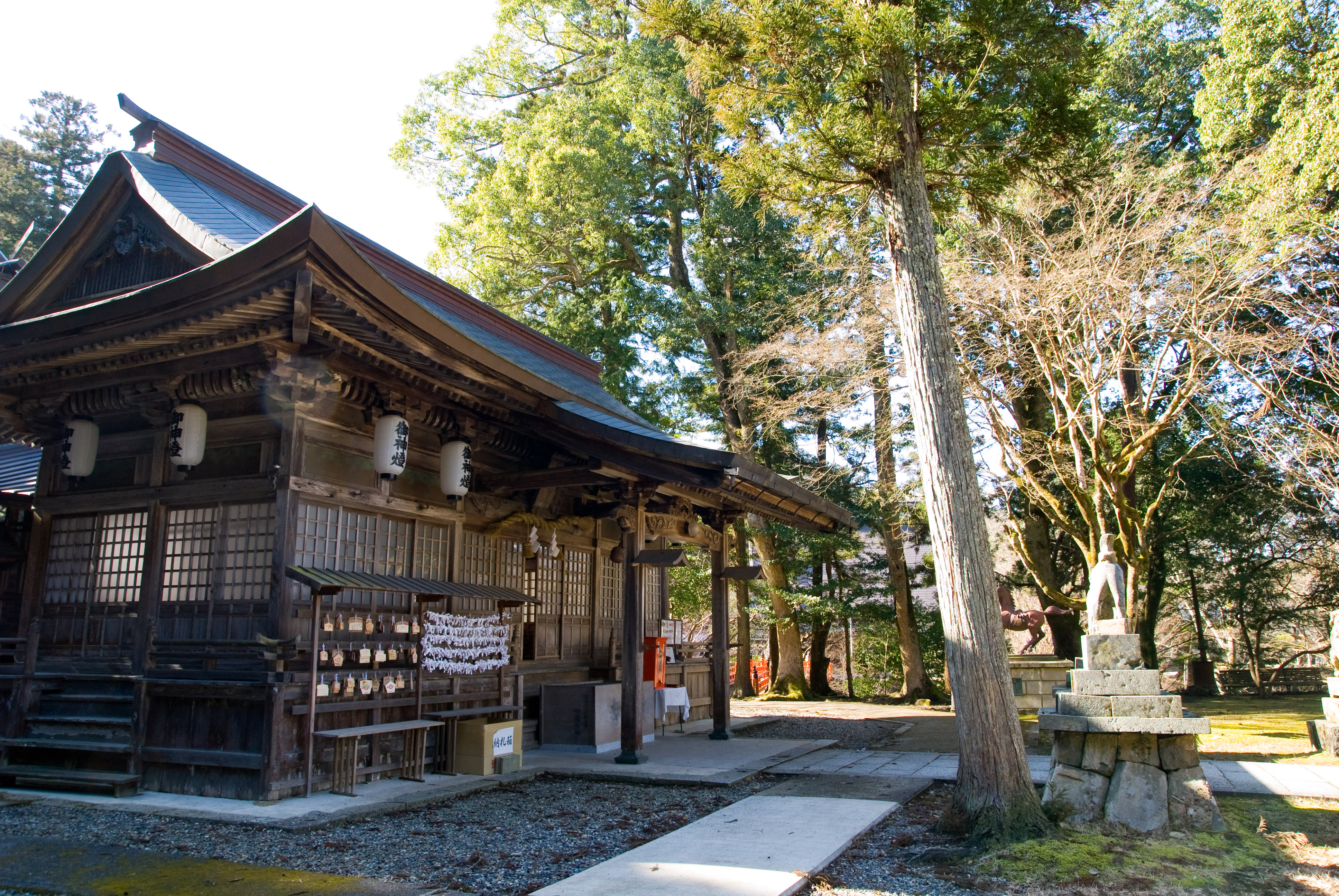